# Fredrik Holmlund
Fredrik Holmlund, född 7 augusti 1989 i Södertälje, är en svensk musiker, artist, låtskrivare och IT-strateg. Han är känd som basist för Yohio och i bandet Desaiha.

## Biografi och karriär
Holmlund växte upp i Södertälje och började som tonåring spela gitarr och sjunga i diverse Stockholmsbaserade rock- och punkband.
År 2011 startade hybrid-metalbandet Desaiha och Holmlund började spela bas i bandet.
2012 sade han upp sig från sitt arbete för att satsa på Desaiha. Bandets manager blev Yohio.
Holmlund var Yohios basist i Melodifestivalen 2013. Bidraget Heartbreak Hotel gick direkt till final i den första deltävlingen i Telenor Arena i Karlskrona den 2 februari 2013 och kom som bäst 8:a på Svensktoppen. I finalen slutade låten på andra plats med 133 poäng. Året fortsatte med en turné med Yohio som avslutades på Annexet i Stockholm där Gackt var gästartist.
År 2014 uppträdde han återigen med Yohio i Melodifestivalen med låten "To the End" som gick direkt till final. Finalen i Melodifestivalen 2014 gick i Friends Arena, där Yohio slutade på en 6:e plats med 82 poäng.
Desaiha släppte i augusti 2014 sin första singel Castiel som hamnade på förstaplats på svenska iTunes-listan inom rock. Singeln är Yohios skivbolag, KEIOS Entertainments, första släppta låt.
Desaiha splittras i början av 2015 och Holmlund blev medlem i bandet Marsh där han spelar gitarr och sjunger.
I mars 2016 meddelade Yohio att han skulle flytta till Japan.  Den 18 juni samma år gjorde Holmlund sin sista spelning med Yohio i Sverige.
Holmlund meddelade i april samma år via sin hemsida att han under sommaren skulle spela in låtar till sitt soloprojekt Lazsarus.
Den 4 september 2016 meddelade det svenska rockbandet Kerbera via sin Facebook-sida att Holmlund var bandets nya basist och att hans första spelning med bandet kommer att vara på AniMaCo i Berlin
Holmlund meddelade via sociala medier i november samma år att han sponsras av Schecter Guitars
Den 16 juni 2017 släppte Holmlund sin första låt med Kerbera som även den hamnade på förstaplats på svenska iTunes-listan inom rock och var den 12:e mest nedladdade låten i Sverige. I samband med släppet fick fansen möjligheten att låsa upp den tillhörande musikvideon genom att lyssna på låten.
Under hösten 2017 släppte Holmlund tillsammans med Kerbera singeln 'Love Like a Loaded Gun' med tillhörande video. Låten kom från Kerberas debutalbum People Like You som släppts på den engelska marknaden.
I början av januari 2018 aviserades en ny singel med namnet 'Circus' som blev Holmlunds fjärde släpp med Kerbera. Samtidigt meddelade Kerbera att de skulle vara support till Falling in reverse i Ryssland och bandet släpper de första turnédatumen för 2018.
Den 20 mars 2018 släppte Kerbera singeln "Howl" till välgörenhetsändamål och Holmlund meddelade via sociala medier att det var den första låten han skrev till Kerbera. Alla intäkter gick oavkortat till organisationen The Man That Rescues Dogs och bandet gav sig ut på en tre veckor lång turné i Thailand. "Howl" tog även hem förstaplats på svenska iTunes-listan inom rock.  I augusti samma år meddelade Holmlund att han skulle lämna Kerbera.
Holmlund släppte sin första singel under pseudonymen "Lazsarus" den 18 september 2018.
I början av Juni 2019 gick Södertälje Stadsscen ut med att det under hösten skulle hållas en hyllningskonsert för spelserien Silent Hill.  Holmlund spelar gitarr i uppsättningen och då spelserien firar 20-års står även kompositören Akira Yamaoka på scen.
Under 2023 fick Holmlund en förfrågan av The Unguided om att agera live-session basist på en turné tillsammans med Hypocrisy. Kort därefter fick Fredrik ett erbjudande att bli medlem i bandet och spela in deras sjätte studio-album.  Den 18:e oktober 2024 släpptes första singeln "Hell" med tillhörande musikvideo och albumet "Hellven" annonserades. 

## Band och projekt
- 2010 Vanity
- 2011-2015 Desaiha
- 2013-2017 Yohio
- 2015 Marsh
- 2016-2018 Kerbera
- 2016- Lazsarus
- 2019 Akira Yamaoka
- 2024- The Unguided

## Diskografi
| År   | Artist       | Album                                                   |
| ---- | ------------ | ------------------------------------------------------- |
| 2010 | Vanity       | The Vision (EP)                                         |
| 2012 | Desaiha      | Wisteria (singel)                                       |
| 2013 | Yohio        | Break the Border (album) (på låten "Aggressive Beauty") |
| 2013 | Yohio        | Break the Border tour final (live-DVD)                  |
| 2014 | Desaiha      | Castiel (singel)                                        |
| 2017 | Kerbera      | Heathens (singel)                                       |
| 2018 | Kerbera      | Circus (singel) Howl (singel)                           |
| 2018 | Lazsarus     | RISE (singel)                                           |
| 2024 | The Unguided | Hell (Singel) Red Alert (Singel)                        |

## Filmografi
| År   | Titel                                            |
| ---- | ------------------------------------------------ |
| 2013 | Melodifestivalen 2013 - Deltävling 1: Karlskrona |
| 2013 | YOHIO - Dokumentärserie med Yohio                |
| 2013 | Melodifestivalen 2013 - Final: Stockholm         |
| 2013 | Allsång på Skansen                               |
| 2013 | Moraeus med mera                                 |
| 2013 | Sommarkrysset                                    |
| 2013 | Idol                                             |
| 2013 | BREAK the BORDER tour final                      |
| 2014 | Melodifestivalen 2014 - Deltävling 2: Malmö      |
| 2014 | Melodifestivalen 2014 - Final: Stockholm         |
| 2014 | Lotta på Liseberg                                |
| 2014 | Sommarkrysset                                    |
| 2014 | Sommarkrysset                                    |
| 2014 | DESAIHA - Castiel                                |
| 2014 | Svenska Hjältar                                  |
| 2015 | Nyhetsmorgon                                     |
| 2016 | Kerbera: Live at AniMaCo                         |
| 2017 | Kerbera - Heathens                               |
| 2017 | Kerbera - Love Like a Loaded Gun                 |
| 2024 | The Unguided - Hell                              |